# Istvàn Zelenka
Istvàn Zelenka (* 30. Juli 1936 in Budapest; † 3. Januar 2022 in Genf) war ein Schweizer Komponist und Performer ungarischer und österreichischer Abstammung.
Zelenka beschäftigte sich bereits als Kind intensiv mit Musik. 1956 emigrierte er nach Wien und setzte seine Musikstudien bei Karl Schiske und Hans Jelinek fort. 1960 wurde er österreichischer Staatsbürger. 1962 wurde Zelenka in Genf Tonmeister und künstlerischer Leiter in der Schallplattenindustrie. 1966 heiratet er Kati. 1976 wurde er in der Schweiz eingebürgert.
1976–2001 war Zelenka Aufnahmeleiter und Verantwortlicher von Sendungen progressiver Musik bei Radio Suisse Romande. 1981–2001 war er Lehrbeauftragter am Conservatoire de musique de Genève. 1995 Begann Zelenka seine der Aktivitäten als Performer. Seit 2000 beschäftigt er sich mit am Computer gestalteten Bildern. 2002 folgten erste Ausstellungen.

„…es gibt auf der Welt keine uninteressante Gegenstände, Sachen oder Dinge, solange es einen Künstler gibt, der angesichts diesen Sachen, Dinge oder Gegenstände seine Augen breit aufmacht und diese Dinge, Gegenstände oder Sachen mit dem verblüfften Blick eines Einfältigen betrachtet.“

## Werke
- Espaces philophoniques urbains (Performance-Netzwerke)
- Kammermusik, für Orchester, für das musikalische Theater, elektroakustisches, pièces de s’écoute (Stücke des Sich-Zuhörens)
- Texte
- 2006 : phontaine – ein CD nicht nur zum Anhören, wandelweiser records
- 2009 : Publikation durch Edition Howeg, Zürich von Eva-Maria Houben und Istvàn Zelenka : 1 Milieu –  ein Buch nicht nur zum Lesen.